# Clásico de Los Ángeles

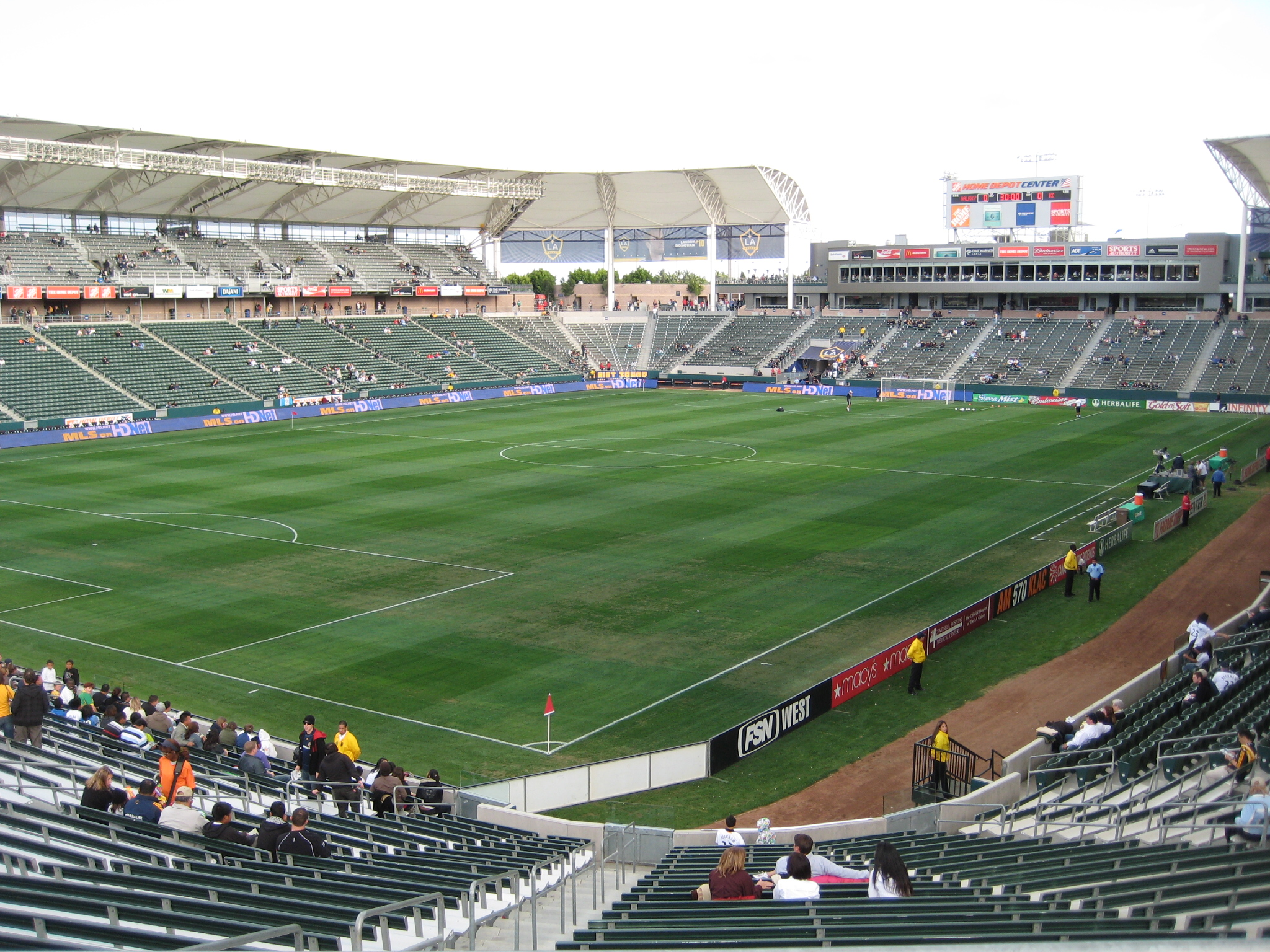
Stubhub Center, el estadio en el que ambos equipos disputan sus encuentros como local.

El Clásico de Los Ángeles (en inglés: L.A. Derby), también conocido Honda Superclasico o Clásico Angelino, fue una rivalidad deportiva que existió entre el Club Deportivo Chivas USA y Los Angeles Galaxy de la MLS de los Estados Unidos. Actualmente este derbi se lleva a cabo entre Los Angeles Galaxy y el LAFC (El Tráfico). La rivalidad es considerada como el único derbi local de la MLS ya que ambos equipos se tienen su localía en la ciudad de Carson, California. 
El término «Superclásico» es una alegoría a El Súperclásico mexicano entre el Club América y Club Deportivo Guadalajara. El término «Clásico» es comúnmente utilizado para referirse a las rivalidades futbolísticas en otros países de habla española como el Superclásico del fútbol argentino entre River y Boca o El Clásico de España entre el Barcelona y Real Madrid. 
El derbi fue patrocinado por la compañía de automóviles Honda. Desde 2005, remonta esta rivalidad, todos los juegos fueron jugados en el Stubhub Center, que sirvió como sede local para ambos equipos.

## Estadísticas
| Motivo              | PJ | GC | E | GLA | GolC | GolLA |
| ------------------- | -- | -- | - | --- | ---- | ----- |
| Major League Soccer | 30 | 4  | 7 | 19  | 22   | 52    |
| US Open Cup         | 1  | 0  | 0 | 1   | 2    | 5     |
| MLS Cup Playoffs    | 2  | 0  | 1 | 1   | 2    | 3     |
| Total               | 33 | 4  | 8 | 21  | 26   | 60    |

| PJ: Partidos jugados, GC: Ganador Chivas USA, GLA: Ganador LA Galaxy, E: Empate GolC: Goles de Chivas USA, GolLA: Goles de LA Galaxy |

| \| Temporada \| Local \| Visitante \| \| --------- \| -------------------- \| -------------------- \| \| 2005 \| Los Angeles Galaxy 3 \| Chivas USA 1 \| \| \| Chivas USA 0 \| Los Angeles Galaxy 2 \| \| \| Los Angeles Galaxy 2 \| Chivas USA 0 \| \| \| Chivas USA 0 \| Los Angeles Galaxy 1 \| \| 2006 \| Chivas USA 1 \| Los Angeles Galaxy 2 \| \| \| Los Angeles Galaxy 1 \| Chivas USA 2 \| \| \| Chivas USA 0 \| Los Angeles Galaxy 0 \| \| \| Los Angeles Galaxy 3 \| Chivas USA 0 \| \| 2007 \| Los Angeles Galaxy 3 \| Chivas USA 1 \| \| \| Chivas USA 1 \| Los Angeles Galaxy 1 \| \| \| Los Angeles Galaxy 0 \| Chivas USA 3 \| \| \| Chivas USA 3 \| Los Angeles Galaxy 0 \| \| 2008 \| Los Angeles Galaxy 5 \| Chivas USA 2 \| \| \| Los Angeles Galaxy 1 \| Chivas USA 1 \| \| \| Chivas USA 2 \| Los Angeles Galaxy 2 \| \| 2009 \| Los Angeles Galaxy 0 \| Chivas USA 0 \| \| \| Chivas USA 0 \| Los Angeles Galaxy 1 \| \| \| Los Angeles Galaxy 1 \| Chivas USA 0 \| \| 2010 \| Los Angeles Galaxy 2 \| Chivas USA 0 \| \| \| Chivas USA 1 \| Los Angeles Galaxy 2 \| \| 2011 \| Chivas USA 0 \| Los Angeles Galaxy 1 \| \| \| Los Angeles Galaxy 1 \| Chivas USA 0 \| \| 2012 \| Chivas USA 1 \| Los Angeles Galaxy 0 \| \| \| Los Angeles Galaxy 3 \| Chivas USA 1 \| \| \| Chivas USA 0 \| Los Angeles Galaxy 4 \| \| 2013 \| Los Angeles Galaxy 1 \| Chivas USA 1 \| \| \| Chivas USA 0 \| Los Angeles Galaxy 1 \| \| \| Los Angeles Galaxy 5 \| Chivas USA 0 \| \| 2014 \| Chivas USA 0 \| Los Angeles Galaxy 3 \| \| \| Los Angeles Galaxy 1 \| Chivas USA 1 \| \| \| Chivas USA 0 \| Los Angeles Galaxy 3 \| |                      |                      |
| Temporada | Local                | Visitante            |
| 2005 | Los Angeles Galaxy 3 | Chivas USA 1         |
| | Chivas USA 0         | Los Angeles Galaxy 2 |
| | Los Angeles Galaxy 2 | Chivas USA 0         |
| | Chivas USA 0         | Los Angeles Galaxy 1 |
| 2006 | Chivas USA 1         | Los Angeles Galaxy 2 |
| | Los Angeles Galaxy 1 | Chivas USA 2         |
| | Chivas USA 0         | Los Angeles Galaxy 0 |
| | Los Angeles Galaxy 3 | Chivas USA 0         |
| 2007 | Los Angeles Galaxy 3 | Chivas USA 1         |
| | Chivas USA 1         | Los Angeles Galaxy 1 |
| | Los Angeles Galaxy 0 | Chivas USA 3         |
| | Chivas USA 3         | Los Angeles Galaxy 0 |
| 2008 | Los Angeles Galaxy 5 | Chivas USA 2         |
| | Los Angeles Galaxy 1 | Chivas USA 1         |
| | Chivas USA 2         | Los Angeles Galaxy 2 |
| 2009 | Los Angeles Galaxy 0 | Chivas USA 0         |
| | Chivas USA 0         | Los Angeles Galaxy 1 |
| | Los Angeles Galaxy 1 | Chivas USA 0         |
| 2010 | Los Angeles Galaxy 2 | Chivas USA 0         |
| | Chivas USA 1         | Los Angeles Galaxy 2 |
| 2011 | Chivas USA 0         | Los Angeles Galaxy 1 |
| | Los Angeles Galaxy 1 | Chivas USA 0         |
| 2012 | Chivas USA 1         | Los Angeles Galaxy 0 |
| | Los Angeles Galaxy 3 | Chivas USA 1         |
| | Chivas USA 0         | Los Angeles Galaxy 4 |
| 2013 | Los Angeles Galaxy 1 | Chivas USA 1         |
| | Chivas USA 0         | Los Angeles Galaxy 1 |
| | Los Angeles Galaxy 5 | Chivas USA 0         |
| 2014 | Chivas USA 0         | Los Angeles Galaxy 3 |
| | Los Angeles Galaxy 1 | Chivas USA 1         |
| | Chivas USA 0         | Los Angeles Galaxy 3 |